# Lac Bellecombe
Lac Bellecombe är en sjö i Kanada.   Den ligger i regionen Abitibi-Témiscamingue och provinsen Québec, i den sydöstra delen av landet, 400 km nordväst om huvudstaden Ottawa. Lac Bellecombe ligger 317 meter över havet. Arean är 0,90 kvadratkilometer. Den sträcker sig 1,9 kilometer i nord-sydlig riktning, och 1,6 kilometer i öst-västlig riktning.
I omgivningarna runt Lac Bellecombe växer i huvudsak blandskog. Trakten runt Lac Bellecombe är nära nog obefolkad, med mindre än två invånare per kvadratkilometer.